# Shoot the Dog
"Shoot the Dog!" − funkowa kompozycja autorstwa brytyjskiego wokalisty George'a Michaela, wydana jako singel sierpniem 2002 roku, następnie zawarta na albumie artysty zatytułowanym Patience (2004). Piosenka zawiera sampel z utworu "Love Action (I Believe in Love)" grupy The Human League.

## Tło
"Shoot the Dog" to pieśń protestu o tematyce politycznej, krytykująca prezydenturę George'a W. Busha.

## Listy utworów i formaty singla
Brytyjski singel CD (Polydor/5709242)
1. "Shoot the Dog" (Explicit Album Version) – 5:01
2. "Shoot the Dog" (Moogymen Mix) – 7:17
3. "Shoot the Dog" (Alex Kid Shoot the Radio Remix) – 3:55
4. "Shoot the Dog" (wideoklip) – 5:35